# Sauber Petronas Engineering
Sauber Petronas Engineering – istniejące w latach 1997–2005 konsorcjum przedsiębiorstw Sauber i Petronas, odpowiedzialne za dostarczanie dla Saubera silników Formuły 1.

## Historia
Pod koniec 1996 roku Sauber zakończył współpracę z Fordem i nawiązał porozumienie z Ferrari, w myśl którego w sezonie 1997 szwajcarski zespół miał otrzymywać silniki Ferrari z 1996 roku. Całe przedsięwzięcie zostało sfinansowane przez malezyjską firmę petrochemiczną Petronas i doprowadziło do utworzenia spółki Sauber Petronas Engineering. Na jej czele stanął Osamu Goto, odpowiedzialny za program Formuły 1 Hondy z początku lat 90. Silniki były przygotowywane w fabryce w Maranello, jednakże długotrwałym celem była budowa własnego silnika V10 na sezon 1999. Ponadto przedsiębiorstwo zaangażowało się w budowę silników dla Protona oraz konstrukcję prototypowego motocykla GP1. Z uwagi na azjatycki kryzys finansowy w połowie 1999 roku plany budowy własnego silnika Formuły 1 zostały przełożone na czas nieokreślony. Kooperacja z Ferrari zakończyła się po 2005 roku, kiedy to Sauber został wykupiony przez BMW i przekształcony w BMW Sauber.

## Dane techniczne
Źródło: Stats F1
| Rok  | Nazwa            | Typ | Pojemność | Moc                   |
| ---- | ---------------- | --- | --------- | --------------------- |
| 1997 | Petronas SPE-01  | V10 | 2998 cm³  | 760 KM przy 14500 rpm |
| 1998 | Petronas SPE-01D | V10 | 2997 cm³  | 770 KM przy 14800 rpm |
| 1999 | Petronas SPE-03A | V10 | 2998 cm³  | 790 KM przy 16500 rpm |
| 2000 | Petronas SPE-04A | V10 | 2997 cm³  | 805 KM przy 16500 rpm |
| 2001 | Petronas 01A     | V10 | 2997 cm³  | 805 KM przy 16500 rpm |
| 2002 | Petronas 02A     | V10 | 2997 cm³  | 790 KM przy 16500 rpm |
| 2003 | Petronas 03A     | V10 | 2997 cm³  | 855 KM przy 18600 rpm |
| 2004 | Petronas 04A     | V10 | 2997 cm³  | 870 KM przy 18800 rpm |
| 2005 | Petronas 05A     | V10 | 2997 cm³  | 900 KM przy 19000 rpm |

## Wyniki w Formule 1
| Sezon | Konstruktor | Kierowcy              | Wyniki w poszczególnych eliminacjach | Wyniki w poszczególnych eliminacjach | Wyniki w poszczególnych eliminacjach | Wyniki w poszczególnych eliminacjach | Wyniki w poszczególnych eliminacjach | Wyniki w poszczególnych eliminacjach | Wyniki w poszczególnych eliminacjach | Wyniki w poszczególnych eliminacjach | Wyniki w poszczególnych eliminacjach | Wyniki w poszczególnych eliminacjach | Wyniki w poszczególnych eliminacjach | Wyniki w poszczególnych eliminacjach | Wyniki w poszczególnych eliminacjach | Wyniki w poszczególnych eliminacjach | Wyniki w poszczególnych eliminacjach | Wyniki w poszczególnych eliminacjach | Wyniki w poszczególnych eliminacjach | Wyniki w poszczególnych eliminacjach | Wyniki w poszczególnych eliminacjach | Wyniki kierowców | Wyniki kierowców | Wyniki konstruktora | Wyniki konstruktora |
| 1997  |             |                       | Australia                            | Brazylia                             | Argentyna                            | San Marino                           | Monako                               | Hiszpania                            | Kanada                               | Francja                              | Wielka Brytania                      | Niemcy                               | Węgry                                | Belgia                               | Włochy                               | Austria                              | Luksemburg                           | Japonia                              | Unia Europejska                      |                                      |                                      | Pkt.             | Msc.             | Pkt.                | Msc.                |
| ----- | ----------- | --------------------- | ------------------------------------ | ------------------------------------ | ------------------------------------ | ------------------------------------ | ------------------------------------ | ------------------------------------ | ------------------------------------ | ------------------------------------ | ------------------------------------ | ------------------------------------ | ------------------------------------ | ------------------------------------ | ------------------------------------ | ------------------------------------ | ------------------------------------ | ------------------------------------ | ------------------------------------ | ------------------------------------ | ------------------------------------ | ---------------- | ---------------- | ------------------- | ------------------- |
| 1997  | Sauber      | Johnny Herbert        | NU                                   | 7                                    | 4                                    | NU                                   | NU                                   | 5                                    | 5                                    | 8                                    | NU                                   | NU                                   | 3                                    | 4                                    | NU                                   | 8                                    | 7                                    | 6                                    | 8                                    |                                      |                                      | 15               | 10               | 16                  | 7                   |
| 1997  | Sauber      | Nicola Larini         | 6                                    | 11                                   | NU                                   | 7                                    | NU                                   | –                                    | –                                    | –                                    | –                                    | –                                    | –                                    | –                                    | –                                    | –                                    | –                                    | –                                    | –                                    |                                      |                                      | 1                | 19               | 16                  | 7                   |
| 1997  | Sauber      | Gianni Morbidelli     | –                                    | –                                    | –                                    | –                                    | –                                    | 14                                   | 10                                   | –                                    | –                                    | –                                    | NU                                   | 9                                    | 12                                   | 9                                    | 9                                    | NW                                   | –                                    |                                      |                                      | 0                | 22               | 16                  | 7                   |
| 1997  | Sauber      | Norberto Fontana      | –                                    | –                                    | –                                    | –                                    | –                                    | –                                    | –                                    | NU                                   | 9                                    | 9                                    | –                                    | –                                    | –                                    | –                                    | –                                    | –                                    | 14                                   |                                      |                                      | 0                | 23               | 16                  | 7                   |
| 1998  |             |                       | Australia                            | Brazylia                             | Argentyna                            | San Marino                           | Hiszpania                            | Monako                               | Kanada                               | Francja                              | Wielka Brytania                      | Austria                              | Niemcy                               | Węgry                                | Belgia                               | Włochy                               | Luksemburg                           | Japonia                              |                                      |                                      |                                      | Pkt.             | Msc.             | Pkt.                | Msc.                |
| 1998  | Sauber      | Jean Alesi            | NU                                   | 9                                    | 5                                    | 6                                    | 10                                   | 12                                   | NU                                   | 7                                    | NU                                   | NU                                   | 10                                   | 7                                    | 3                                    | 5                                    | 10                                   | 7                                    |                                      |                                      |                                      | 9                | 11               | 10                  | 6                   |
| 1998  | Sauber      | Johnny Herbert        | 6                                    | 11                                   | NU                                   | NU                                   | 7                                    | 7                                    | NU                                   | 8                                    | NU                                   | 8                                    | NU                                   | 10                                   | NU                                   | NU                                   | NU                                   | 10                                   |                                      |                                      |                                      | 1                | 15               | 10                  | 6                   |
| 1999  |             |                       | Australia                            | Brazylia                             | San Marino                           | Monako                               | Hiszpania                            | Kanada                               | Francja                              | Wielka Brytania                      | Austria                              | Niemcy                               | Węgry                                | Belgia                               | Włochy                               | Unia Europejska                      | Malezja                              | Japonia                              |                                      |                                      |                                      | Pkt.             | Msc.             | Pkt.                | Msc.                |
| 1999  | Sauber      | Jean Alesi            | NU                                   | NU                                   | 6                                    | NU                                   | NU                                   | NU                                   | NU                                   | 14                                   | NU                                   | 8                                    | 16                                   | 9                                    | 9                                    | NU                                   | 7                                    | 6                                    |                                      |                                      |                                      | 2                | 15               | 5                   | 8                   |
| 1999  | Sauber      | Pedro Diniz           | NU                                   | NU                                   | NU                                   | NU                                   | NU                                   | 6                                    | NU                                   | 6                                    | 6                                    | NU                                   | NU                                   | NU                                   | NU                                   | NU                                   | NU                                   | 11                                   |                                      |                                      |                                      | 3                | 14               | 5                   | 8                   |
| 2000  |             |                       | Australia                            | Brazylia                             | San Marino                           | Wielka Brytania                      | Hiszpania                            | Unia Europejska                      | Monako                               | Kanada                               | Francja                              | Austria                              | Niemcy                               | Węgry                                | Belgia                               | Włochy                               | Stany Zjednoczone                    | Japonia                              | Malezja                              |                                      |                                      | Pkt.             | Msc.             | Pkt.                | Msc.                |
| 2000  | Sauber      | Pedro Diniz           | NU                                   | NW                                   | 8                                    | 11                                   | NU                                   | 7                                    | NU                                   | 10                                   | 11                                   | 9                                    | NU                                   | NU                                   | 11                                   | 8                                    | 8                                    | 11                                   | NU                                   |                                      |                                      | 0                | 18               | 6                   | 8                   |
| 2000  | Sauber      | Mika Salo             | DK                                   | NW                                   | 6                                    | 8                                    | 7                                    | NU                                   | 5                                    | NU                                   | 10                                   | 6                                    | 5                                    | 10                                   | 9                                    | 7                                    | NU                                   | 10                                   | 8                                    |                                      |                                      | 6                | 11               | 6                   | 8                   |
| 2001  |             |                       | Australia                            | Malezja                              | Brazylia                             | San Marino                           | Hiszpania                            | Austria                              | Monako                               | Kanada                               | Unia Europejska                      | Francja                              | Wielka Brytania                      | Niemcy                               | Węgry                                | Belgia                               | Włochy                               | Stany Zjednoczone                    | Japonia                              |                                      |                                      | Pkt.             | Msc.             | Pkt.                | Msc.                |
| 2001  | Sauber      | Nick Heidfeld         | 4                                    | NU                                   | 3                                    | 7                                    | 6                                    | 9                                    | NU                                   | NU                                   | NU                                   | 6                                    | 6                                    | NU                                   | 6                                    | NU                                   | 11                                   | 6                                    | 9                                    |                                      |                                      | 12               | 8                | 21                  | 4                   |
| 2001  | Sauber      | Kimi Räikkönen        | 6                                    | NU                                   | NU                                   | NU                                   | 8                                    | 4                                    | 10                                   | 4                                    | 10                                   | 7                                    | 5                                    | NU                                   | 7                                    | NU                                   | 7                                    | NU                                   | NU                                   |                                      |                                      | 9                | 10               | 21                  | 4                   |
| 2002  |             |                       | Australia                            | Malezja                              | Brazylia                             | San Marino                           | Hiszpania                            | Austria                              | Monako                               | Kanada                               | Unia Europejska                      | Wielka Brytania                      | Francja                              | Niemcy                               | Węgry                                | Belgia                               | Włochy                               | Stany Zjednoczone                    | Japonia                              |                                      |                                      | Pkt.             | Msc.             | Pkt.                | Msc.                |
| 2002  | Sauber      | Nick Heidfeld         | NU                                   | 5                                    | NU                                   | 10                                   | 4                                    | NU                                   | 8                                    | 12                                   | 7                                    | 6                                    | 7                                    | 6                                    | 9                                    | 10                                   | 10                                   | 9                                    | 7                                    |                                      |                                      | 7                | 10               | 11                  | 5                   |
| 2002  | Sauber      | Felipe Massa          | NU                                   | 6                                    | NU                                   | 8                                    | 5                                    | NU                                   | NU                                   | 9                                    | 6                                    | 9                                    | NU                                   | 7                                    | 7                                    | NU                                   | NU                                   | –                                    | NU                                   |                                      |                                      | 4                | 13               | 11                  | 5                   |
| 2002  | Sauber      | Heinz-Harald Frentzen | –                                    | –                                    | –                                    | –                                    | –                                    | –                                    | –                                    | –                                    | –                                    | –                                    | –                                    | –                                    | –                                    | –                                    | –                                    | 13                                   | –                                    |                                      |                                      | 0 (2)            | 18               | 11                  | 5                   |
| 2003  |             |                       | Australia                            | Malezja                              | Brazylia                             | San Marino                           | Hiszpania                            | Austria                              | Monako                               | Kanada                               | Unia Europejska                      | Francja                              | Wielka Brytania                      | Niemcy                               | Węgry                                | Włochy                               | Stany Zjednoczone                    | Japonia                              |                                      |                                      |                                      | Pkt.             | Msc.             | Pkt.                | Msc.                |
| 2003  | Sauber      | Nick Heidfeld         | NU                                   | 8                                    | NU                                   | 10                                   | 10                                   | NU                                   | 11                                   | NU                                   | 8                                    | 13                                   | 17                                   | 10                                   | 9                                    | 9                                    | 5                                    | 9                                    |                                      |                                      |                                      | 6                | 14               | 19                  | 6                   |
| 2003  | Sauber      | Heinz-Harald Frentzen | 6                                    | 9                                    | 5                                    | 11                                   | NU                                   | NW                                   | NU                                   | NU                                   | 9                                    | 12                                   | 12                                   | NU                                   | NU                                   | 13                                   | 3                                    | NU                                   |                                      |                                      |                                      | 13               | 11               | 19                  | 6                   |
| 2004  |             |                       | Australia                            | Malezja                              | Bahrajn                              | San Marino                           | Hiszpania                            | Monako                               | Unia Europejska                      | Kanada                               | Stany Zjednoczone                    | Francja                              | Wielka Brytania                      | Niemcy                               | Węgry                                | Belgia                               | Włochy                               |                                      | Japonia                              | Brazylia                             |                                      | Pkt.             | Msc.             | Pkt.                | Msc.                |
| 2004  | Sauber      | Giancarlo Fisichella  | 10                                   | 11                                   | 11                                   | 9                                    | 7                                    | NU                                   | 6                                    | 4                                    | 9                                    | 12                                   | 6                                    | 9                                    | 8                                    | 5                                    | 8                                    | 7                                    | 8                                    | 9                                    |                                      | 22               | 11               | 34                  | 6                   |
| 2004  | Sauber      | Felipe Massa          | NU                                   | 8                                    | 12                                   | 10                                   | 9                                    | 5                                    | 9                                    | NU                                   | NU                                   | 13                                   | 9                                    | 13                                   | NU                                   | 4                                    | 12                                   | 8                                    | 9                                    | 8                                    |                                      | 12               | 12               | 34                  | 6                   |
| 2005  |             |                       | Australia                            | Malezja                              | Bahrajn                              | San Marino                           | Hiszpania                            | Monako                               | Unia Europejska                      | Kanada                               | Stany Zjednoczone                    | Francja                              | Wielka Brytania                      | Niemcy                               | Węgry                                | Turcja                               | Włochy                               | Belgia                               | Brazylia                             | Japonia                              |                                      | Pkt.             | Msc.             | Pkt.                | Msc.                |
| 2005  | Sauber      | Jacques Villeneuve    | 13                                   | NU                                   | 11                                   | 4                                    | NU                                   | 11                                   | 13                                   | 9                                    | NW                                   | 8                                    | 14                                   | 15                                   | NU                                   | 11                                   | 11                                   | 6                                    | 12                                   | 12                                   | 10                                   | 9                | 14               | 20                  | 8                   |
| 2005  | Sauber      | Felipe Massa          | 10                                   | 10                                   | 7                                    | 10                                   | 11                                   | 9                                    | 14                                   | 4                                    | NW                                   | NU                                   | 10                                   | 8                                    | 14                                   | NU                                   | 9                                    | 10                                   | 11                                   | 10                                   | 6                                    | 11               | 13               | 20                  | 8                   |